# Анконська марка
Анконська або Анконітанська марка (італ. Marca Anconitana або Anconetana) — середньовічна прикордонна марка Священної Римської імперії з центром у місті Анкона, згодом у Фермо, а відтак у Мачераті. Назва Анконської марки збереглася в назві сучасної італійської області Марке, яка є скороченням італійської назви Marche di Ancona і територія якої приблизно відповідає території колишньої Анконської марки.

## Історія
Марка була утворена імператором Генріхом IV близько 1090 року з Марки Фермо та південної частини візантійського Пентаполіса як прикордонна територія Італійського королівства Священної Римської імперії. Спочатку нова марка називалась за іменем свого першого маркграфа — Марка Гвернера (marca Guarnerii). З моменту створення марки, між імперією і Папами Римськими точилися суперечки щодо прав і юрисдикції в марці. У 1173 році імперська армія під командуванням Крістіана Майнцького вторглася в Марку незважаючи на пропапський опір, організований графинею Болтрудою Франжіпані. У 1177 році Папа Олександр III визнав марку спільним феодом імперії та папства, назвав марку «частково належною імперії, але значною мірою церкві».
Марка остаточно перейшла під владу Папської держави під час понтифікату Інокентія III у 1198 році. Спочатку нею керував папський представник, якого звали ректором. Ректори Анкони, як і ректори інших папських провінцій, підпорядковувались генеральному ректору, який підпорядковувався безпосередньо Папі Римському. Під владою папства марка мала три міста з населенням понад 10 000 осіб. Крім самої Анкони, це Асколі-Пічено та Фермо.
У 1357 році провінція була реорганізована папською конституцією Constitutiones Sanctæ Matris Ecclesiæ. Тепер марка протягнулась уздовж адріатичного узбережжя на північ аж до Урбіно з містами Лорето, Камерино, Фермо, Мачерата, Озімо, Сан-Северино та Толентіно.
Згідно з біографією Франциска Ассізького Поля Сабатьє «Дорога до Ассізі», після смерті Франциска Анконська марка стала прихистком для духовних францисканців (італ. Fraticelli).

## Правителі
- Гвернер (1093—1109)
- Конрад Лютцельгардський (1177–)
- Марквард фон Анвайлер (1184—1202)

## Маркізи

### Дім Есте
Рід «Маркізів Естенських» (італ. Marchesi d'Este) започаткований в 1039 році Альберто Аццо II, маркграфом Міланським. Ім'я «Есте» пов'язане з містом, звідки родом родина, Есте. У 1209 році Аццо VI став першим «Маркізом Феррарським», і титул перейшов до його нащадків, а Естенський маркізат був делегований молодшій гілці роду. Пізніше були також створені маркізати Модени і Реджо.
| Правитель        | Правитель | Рік народження     | Правління | Помер                       | Консорт | Примітки                                                                                           |
| ---------------- | --------- | ------------------ | --------- | --------------------------- | --- | -------------------------------------------------------------------------------------------------- |
| Аццо VI          |           | ~1170              | 1209-1212 | грудень 1212                | Софія Альдобрандіні 1189 двоє дітей Софія (Елеонора) Савойська до 1192 року одна дитина Алікс де Шатільйон 22 лютого 1204 двоє дітей | Син Аццо V. В 1209 році став першим маркізом (маркграфом) Феррарським.                             |
| Альдобрандіно I  |           | ~1190              | 1212-1215 | 10 жовтня 1215              | Невідомо до 1215 три дитини | Син Аццо VI і Софії Савойської                                                                     |
| Аццо VII         |           | ~1205              | 1212-1264 | 16 лютого 1264              | Джоанна Пулійська 1225 п'ять дітей Мабілья Паллавічіні 1238 ні/дві дитини                                                            | Син Аццо VI і Алікс де Шатільйон                                                                   |
| Обіццо II        |           | 1247 або 1252      | 1264-1293 | 20 січня або 13 лютого 1293 | Якобіна ді Лаванья 1263 три дитини Констанция (делла Скала) Веронська 1289 дві дитини                                                | Онук Аццо VII і бастард його сина, Рінальдо.                                                       |
| Аццо VIII        |           | після 1263         | 1293-1308 | 31 січня 1308               | Джованна Орсіні вересень 1282 три дитини Беатріче сицилійська квітень 1305 дітей не було                                             | Син Обіццо II                                                                                      |
| Франческо I      |           | біля чи після 1289 | 1293-1312 | 23 серпня 1312              | Орсіна Орсіні четверо дітей | Син Обіццо II                                                                                      |
| Альдобрандіно II |           | ?                  | 1293-1326 | 26 липня 1326               | Альда Рангоні 1289 чотири дитини | Правив разом зі своїми синами та племінниками після повстання прихильників Есте у Феррарі.         |
| Рінальдо         |           | ?                  | 1326-1335 | 31 грудня 1335              | Лукреція де Барбіано одна дитина | Правив разом зі своїми братами та двоюрідними братами після повстання прихильників Есте у Феррарі. |
| Нікколо I        |           | ?                  | 1326-1344 | 1 травня 1344               | Беатріче Мантуанська 21 квітня 1335 дітей не було                                                                                    | Правив разом зі своїми братами та двоюрідними братами після повстання прихильників Есте у Феррарі. |
| Обіццо III       |           | 14 липня 1294      | 1326-1352 | 20 березня 1352             | Якопа Пеполі травень 1317 без дітей Філіппа Оріості (коханка до 1347) 27 листопада 1347 десять дітей (узаконена 1347)                | Правив разом зі своїми братами та двоюрідними братами після повстання прихильників Есте у Феррарі. |

### Дім Сфорца
- Франческо I Сфорца (1434—1443).